# NGC 3377A
NGC 3377A је спирална галаксија у сазвежђу Лав која се налази на NGC листи објеката дубоког неба.
Деклинација објекта је + 14° 4' 12" а ректасцензија 10h 47m 22,2s. Привидна величина (магнитуда) објекта NGC 3377 износи 13,7 а фотографска магнитуда 14,3. NGC 3377A је још познат и под ознакама UGC 5889, MCG 2-28-7, DDO 88, CGCG 66-14, PGC 32226.